# Elecciones presidenciales de Estados Unidos de 2004 en California
Las elecciones presidenciales de Estados Unidos en California de 2004 fueron las elecciones presidenciales en el estado de California para elegir al presidente durante las elecciones presidenciales de Estados Unidos de 2004.  California su reputación como un estado azul al votar por el candidato demócrata, el senador John Kerry con un 10% de diferencia sobre el presidente Bush.  Los republicanos no han podido obtener el voto electoral de California desde la victoria de George H.W. Bush en 1988 contra Michael Dukakis.

## Resultados
| Elecciones presidenciales de Estados Unidos en California de 2004 | Elecciones presidenciales de Estados Unidos en California de 2004 | Elecciones presidenciales de Estados Unidos en California de 2004 | Elecciones presidenciales de Estados Unidos en California de 2004 | Elecciones presidenciales de Estados Unidos en California de 2004 | Elecciones presidenciales de Estados Unidos en California de 2004 |
| Partido                                                           | Partido                                                           | Candidato                                                         | Votos                                                             | Porcentaje                                                        | Voto electoral                                                    |
| ----------------------------------------------------------------- | ----------------------------------------------------------------- | ----------------------------------------------------------------- | ----------------------------------------------------------------- | ----------------------------------------------------------------- | ----------------------------------------------------------------- |
|                                                                   | Democrático                                                       | John Kerry                                                        | 6,745,485                                                         | 53.57%                                                            | 55                                                                |
|                                                                   | Republicano                                                       | George W. Bush (incumbente)                                       | 5,509,826                                                         | 43.76%                                                            | 0                                                                 |
|                                                                   | Libertario                                                        | Michael Badnarik                                                  | 50,165                                                            | 0.40%                                                             | 0                                                                 |
|                                                                   | Verde                                                             | David Cobb                                                        | 40,771                                                            | 0.32%                                                             | 0                                                                 |
|                                                                   | Paz y Libertad                                                    | Leonard Peltier                                                   | 27,607                                                            | 0.22%                                                             | 0                                                                 |
|                                                                   | Independiente Americano                                           | Michael Peroutka                                                  | 26,645                                                            | 0.21%                                                             | 0                                                                 |
|                                                                   | Sin partido                                                       | Ralph Nader (write-in)                                            | 20,714                                                            | 0.16%                                                             | 0                                                                 |
|                                                                   | Sin partido                                                       | John Joseph Kennedy (write-in)                                    | 82                                                                | 0.00%                                                             | 0                                                                 |
|                                                                   | Sin partido                                                       | John Parker (write-in)                                            | 49                                                                | 0.00%                                                             | 0                                                                 |
|                                                                   | Sin partido                                                       | James Alexander-Pace (write-in)                                   | 8                                                                 | 0.00%                                                             | 0                                                                 |
|                                                                   | Sin partido                                                       | Anthony Jabin (write-in)                                          | 1                                                                 | 0.00%                                                             | 0                                                                 |
| Inválido o votos en blanco                                        | Inválido o votos en blanco                                        | Inválido o votos en blanco                                        | 169,510                                                           | 1.35%                                                             | —                                                                 |
| Total                                                             | Total                                                             | Total                                                             | 12,590,863                                                        | 100.00%                                                           | 55                                                                |
| Total de votantes                                                 | Total de votantes                                                 | Total de votantes                                                 | 76.04%                                                            | 76.04%                                                            | —                                                                 |

## Resultados por condado
| Condado         | Kerry  | Votos     | Bush   | Votos     | Otros | Votos  |
| --------------- | ------ | --------- | ------ | --------- | ----- | ------ |
| San Francisco   | 83.02% | 296,772   | 15.21% | 54,355    | 1.77% | 6,338  |
| Alameda         | 75.18% | 422,585   | 23.29% | 130,911   | 1.53% | 8,590  |
| Marin           | 73.21% | 99,070    | 25.40% | 34,378    | 1.39% | 1,877  |
| Santa Cruz      | 72.98% | 89,102    | 24.86% | 30,354    | 2.15% | 2,628  |
| San Mateo       | 69.48% | 197,922   | 29.25% | 83,315    | 1.27% | 3,620  |
| Sonoma          | 67.18% | 148,261   | 30.90% | 68,204    | 1.91% | 4,225  |
| Santa Clara     | 63.94% | 386,100   | 34.63% | 209,094   | 1.43% | 8,622  |
| Mendocino       | 63.45% | 24,385    | 33.71% | 12,955    | 2.83% | 1,089  |
| Los Ángeles     | 63.10% | 1,907,736 | 35.60% | 1,076,225 | 1.30% | 39,319 |
| Contra Costa    | 62.28% | 257,254   | 36.46% | 150,608   | 1.25% | 5,166  |
| Monterey        | 60.36% | 75,241    | 38.38% | 47,838    | 1.26% | 1,574  |
| Napa            | 59.48% | 33,666    | 38.97% | 22,059    | 1.54% | 874    |
| Yolo            | 59.34% | 42,885    | 38.75% | 28,005    | 1.91% | 1,379  |
| Humboldt        | 57.66% | 37,988    | 39.03% | 25,714    | 3.31% | 2,184  |
| Solano          | 57.17% | 85,096    | 41.86% | 62,301    | 0.97% | 1,440  |
| Alpine          | 53.21% | 373       | 44.37% | 311       | 2.43% | 17     |
| Santa Bárbara   | 53.17% | 90,314    | 45.22% | 76,806    | 1.61% | 2,741  |
| Lake            | 53.16% | 13,141    | 44.88% | 11,093    | 1.96% | 485    |
| San Benito      | 52.61% | 9,851     | 46.45% | 8,698     | 0.94% | 176    |
| Imperial        | 52.41% | 17,964    | 46.36% | 15,890    | 1.23% | 420    |
| Sacramento      | 49.52% | 236,657   | 49.29% | 235,539   | 1.19% | 5,670  |
| Mono            | 49.23% | 2,628     | 49.10% | 2,621     | 1.67% | 89     |
| Ventura         | 47.53% | 148,859   | 51.19% | 160,314   | 1.28% | 4,020  |
| San Diego       | 46.39% | 526,437   | 52.52% | 596,033   | 1.09% | 12,378 |
| San Joaquin     | 45.83% | 87,012    | 53.18% | 100,978   | 0.99% | 1,874  |
| San Luis Obispo | 45.52% | 58,742    | 52.69% | 67,995    | 1.79% | 2,313  |
| Nevada          | 44.92% | 24,220    | 53.39% | 28,790    | 1.69% | 910    |
| Butte           | 44.14% | 42,448    | 53.73% | 51,662    | 2.13% | 2,047  |
| San Bernardino  | 43.57% | 227,789   | 55.34% | 289,306   | 1.09% | 5,682  |
| Trinity         | 42.71% | 2,782     | 54.66% | 3,560     | 2.63% | 171    |
| Merced          | 42.26% | 24,491    | 56.54% | 32,773    | 1.20% | 696    |
| Fresno          | 41.68% | 103,154   | 57.38% | 141,988   | 0.94% | 2,321  |
| Del Norte       | 41.31% | 3,892     | 56.85% | 5,356     | 1.84% | 173    |
| Riverside       | 41.04% | 228,806   | 57.83% | 322,473   | 1.13% | 6,300  |
| Stanislaus      | 40.40% | 58,829    | 58.65% | 85,407    | 0.95% | 1,388  |
| Orange          | 38.98% | 419,239   | 59.68% | 641,832   | 1.33% | 14,328 |
| Inyo            | 38.88% | 3,350     | 59.09% | 5,091     | 2.03% | 175    |
| Tuolumne        | 38.51% | 10,104    | 60.02% | 15,745    | 1.47% | 386    |
| Siskiyou        | 37.71% | 7,880     | 60.64% | 12,673    | 1.66% | 346    |
| Mariposa        | 37.55% | 3,251     | 60.23% | 5,215     | 2.22% | 192    |
| El Dorado       | 37.33% | 32,242    | 61.23% | 52,878    | 1.44% | 1,244  |
| Calaveras       | 37.09% | 8,286     | 60.87% | 13,601    | 2.04% | 456    |
| Plumas          | 36.90% | 4,129     | 61.71% | 6,905     | 1.39% | 156    |
| Amador          | 36.56% | 6,541     | 62.08% | 11,107    | 1.36% | 243    |
| Placer          | 36.26% | 55,573    | 62.61% | 95,969    | 1.13% | 1,736  |
| Madera          | 34.70% | 13,481    | 64.02% | 24,871    | 1.28% | 498    |
| Kings           | 33.74% | 10,833    | 65.41% | 21,003    | 0.85% | 274    |
| Sierra          | 33.16% | 646       | 64.12% | 1,249     | 2.72% | 53     |
| Tulare          | 32.87% | 32,494    | 66.15% | 65,399    | 0.98% | 967    |
| Kern            | 32.49% | 68,603    | 66.49% | 140,417   | 1.02% | 2,154  |
| Tehama          | 32.01% | 7,504     | 66.42% | 15,572    | 1.57% | 368    |
| Sutter          | 31.85% | 9,602     | 67.19% | 20,254    | 0.96% | 289    |
| Glenn           | 31.68% | 2,995     | 66.72% | 6,308     | 1.60% | 151    |
| Yuba            | 31.55% | 5,687     | 67.00% | 12,076    | 1.45% | 261    |
| Colusa          | 31.58% | 1,947     | 67.17% | 4,142     | 1.25% | 77     |
| Shasta          | 31.31% | 24,339    | 67.22% | 52,249    | 1.47% | 1,143  |
| Lassen          | 27.58% | 3,158     | 70.97% | 8,126     | 1.45% | 166    |
| Modoc           | 25.72% | 1,149     | 72.42% | 3,235     | 1.86% | 83     |